# Stefan Herbst
Stefan Herbst (ur. 17 maja 1978 w Lipsku) – niemiecki pływak, dwukrotny brązowy medalista mistrzostw świata, mistrz Europy (basen 25 m).
Specjalizuje się w pływaniu stylem dowolnym. Największym jego sukcesem są brązowe medale w mistrzostwach świata w Fukuoce w 2001 roku w sztafecie 4 x 100 m stylem dowolnym i dwa lata później w Barcelonie w sztafecie 4 x 200 m. W 2010 roku zdobył mistrzostwo Europy na basenie 25-metrowym w Eindhoven w 2010 roku w sztafecie na dystansie 4 x 50 m stylem zmiennym.
Trzykrotnie startował w igrzyskach olimpijskich (2000, 2004, 2008). Czterokrotnie w sztafecie niemieckiej 4 x 100 i 4 x 200 m kraulem pływał w finale olimpijskim, zajmując w swym najlepszym starcie 4. miejsce w Sydney (2000), płynąc 100 m na ostatniej zmianie na dystansie 4 x 100 m stylem dowolnym.